# Pityogenes
Die Gattung  Pityogenes  umfasst in Europa dreizehn Käferarten, die an Nadelhölzern leben. Es sind Rüsselkäfer aus der Unterfamilie der Borkenkäfer (Scolytinae). Da sie ihre Brutsysteme in der Rinde der Wirtsbäume anlegen, werden sie den Rindenbrütern zugerechnet. Es neigen einige Arten der Gattung Pityogenes, in Deutschland besonders der Kupferstecher (Pityogenes chalcographus), zu Massenvermehrungen im liegenden Holz, in Sturm- oder Schneewürfen und -Brüchen, aber auch in stehenden, durch Dürre und Insektenfraß oder abiotische Einflüsse geschwächten Nadelbäumen. Diese können dann auf völlig gesunde Bäume überwechseln. In Nadelholzreinbeständen besitzen diese Borkenkäfer daher forstwirtschaftlich gesehen ein sehr hohes Schadenspotential.

## Gattungsbeschreibung
Die Imagines werden zwischen 1,5 und 3,5 Millimetern lang. Sie erscheinen kurz und gedrungen. Das gleichmäßig gewölbte Halsschild ist groß, vorn mit Höckern und verdeckt von oben gesehen den Kopf, seine Basis ist einfach punktiert oder glatt und ungerandet, der vordere Rand hat einen feinen Höckerkranz. Hinten trägt es eine glatte, flache Längsschwiele. Die Augen sind nierenförmig. Die Fühlergeißel ist fünfgliedrig und die Fühlerkeulennähte sind gebogen. Die Flügeldecken verlaufen parallel. Der Absturz verläuft schräg, sein Rand ist beim Männchen mit Zähnen besetzt und beim Weibchen mit Höckern (Sexualdimorphismus). Der zweite Zahn am Absturz ist beim Männchen ein großer Hakenzahn bzw. ein großer Kegelzahn. Der Spitzenrand der Flügeldecken ist einfach, er umfasst unmittelbar das Abdomen. Das Abdomen bleibt ab dem zweiten Sternit zum Ende hin annähernd gerade. Die Vorderschienen sind außen gezähnt. Das dritte Fußglied ist zylindrisch.

## Arten in Europa
Die nachfolgenden dreizehn Arten kommen alle in Europa vor, wenngleich sich einige Arten in bestimmten Gebieten von Europa nicht verbreitet haben. Nähere Angaben dazu bei den jeweiligen Arten.
- Pityogenes bistridentatus (Eichhoff, 1878)
- Pityogenes calcaratus (Eichhoff, 1878)
- Kupferstecher oder Sechszähniger Fichtenborkenkäfer (Pityogenes chalcographus) Linnaeus, 1761
- Kleiner Arvenborkenkäfer (Pityogenes conjunctus) Reitter, 1887
- Pityogenes herbellae Strohmeyer, 1929
- Pityogenes irkutensis Eggers, 1910
- Pityogenes pennidens Reitter, 1889
- Pityogenes porifrons Eggers, 1933
- Vierzähniger Kiefernborkenkäfer (Pityogenes quadridens) Hartig, 1834
- Pityogenes saalasi Eggers, 1914
- Schwarzkiefernborkenkäfer (Pityogenes trepanatus) Nördlinger, 1848
- Pityogenes irkutensis irkutensis Eggers, 1910
- Pityogenes irkutensis monacensis

## Arten außerhalb von Europa
Die Aufzählung ist nicht abschließend:
- chestnut brown bark beetle Pityogenes hopkinsi (Swaine)
- Pityogenes mexicanus (Wood)
- Pityogenes plagiatus (LeConte), 1868
- Pityogenes quadridens (Hartig)

## Forstwirtschaftliche Bedeutung
Ein forstwirtschaftlicher Schaden entsteht unter anderem durch:
- die Zwangsnutzung der befallenen Bäume oft weit vor dem Erreichen des Erntealters und
- dem damit verbundenen Holzverlust, da die Bäume noch mehrere Jahre weiterwachsen könnten (Zuwachsverlust),
- erhöhten Aufwendungen durch unregelmäßigen Holzanfall (vermehrte Transport und Aufarbeitungskosten),
- Qualitätsverluste des Holzes durch das nachfolgende Eindringen von Pilzen (Bläue) oder anderen Käfern wie Bockkäfer und/oder weiteren Holz fressenden Insektenarten (technische Entwertung).

Werden Befallsherde nicht rasch beseitigt, kann es zu Massenvermehrungen kommen, die riesige Ausmaße erreichen (Nationalpark Bayerischer Wald).
Weitere Informationen zu den Folgen unter Borkenkäfer.

## Ökologische Bedeutung
Bedingt durch die Neigung, bei Massenvermehrungen auch völlig gesunde Bäume zum Absterben zu bringen, können die Käfer geschlossene Monokulturen auflösen oder auflockern und durch den Lichteinfall am Waldboden anderen Baumarten die Möglichkeit geben, sich wieder auszubreiten. Auch schaffen sie reichliches Angebot an stehendem und liegendem Totholz. Damit können sie indirekt die Voraussetzung schaffen, die Artenvielfalt zu erhöhen.

## Systematik

### Synonyme
Aus der Literatur sind für die Gattung Pityogenes folgende Synonyme bekannt:
- Pityogenes Bedel, 1888 [Genus]
- Eggersia Lebedev, 1926
- Pityoceragenes Balachowsky 1947